# Cristóbal Muñoz (Leichtathlet)
Cristóbal Gonzalo Muñoz Fuentealba (* 3. März 1999) ist ein chilenischer Sprinter und Hürdenläufer, der sich auf die 400-Meter-Distanz spezialisiert hat.

## Sportliche Laufbahn
Erste internationale Erfahrungen sammelte Cristóbal Muñoz im Jahr 2015, als er bei den Jugendweltmeisterschaften in Cali mit 54,29 s in der ersten Runde im 400-Meter-Hürdenlauf ausschied. Im Jahr darauf gewann er dann bei den U18-Südamerikameisterschaften in Concordia in 53,45 s die Silbermedaille im Hürdenlauf sowie in 3:36,48 min auch mit der chilenischen Mixed-Staffel über 4-mal 400 Meter. 2017 schied er bei den U20-Panamerikameisterschaften in Trujillo mit 54,20 s im Vorlauf über 400 m Hürden aus und belegte mit der 4-mal-400-Meter-Staffel in 3:17,34 min den sechsten Platz. 2021 belegte er bei den U23-Südamerikameisterschaften in Guayaquil in 52,93 s den vierten Platz im Hürdenlauf und wurde mit der Staffel in 3:24,89 min Vierter. Anschließend gelangte er bei den erstmals ausgetragenen Panamerikanischen Juniorenspielen in Cali mit 52,80 s auf den siebten Platz über 400 m Hürden. 2023 gewann er bei den Südamerikameisterschaften in São Paulo in 50,89 s die Bronzemedaille hinter dem Brasilianer Matheus da Silva und Bruno de Genaro aus Argentinien. Zudem belegte er mit der Staffel in 3:14,96 min den sechsten Platz. Im November schied er bei den Panamerikanischen Spielen in Santiago de Chile mit 51,57 s im Vorlauf über die Hürden aus und gelangte mit der Staffel mit 3:12,40 min auf Rang sieben. Im Jahr darauf belegte er bei den Ibero-Amerikanischen Meisterschaften in Cuiabá in 50,52 s den sechsten Platz über 400 m Hürden und wurde mit der Staffel disqualifiziert.
2023 wurde Muñoz chilenischer Meister im 400-Meter-Hürdenlauf.

## Persönliche Bestleistungen
- 400 Meter: 47,56 s, 14. Mai 2022 in Santiago de Chile
- 400 m Hürden: 50,52 s, 11. Mai 2024 in Cuiabá